# LET TG-10
Dimensions
« TG-10 » (pour « Training Glider », signifiant « planeur d'entraînement ») était la désignation militaire des planeurs tchécoslovaques LET L-13 Blaník, L-23 Super Blaník et L-33 Solo utilisés pour l'entraînement au vol de base à la United States Air Force Academy, aux États-Unis. L'Académie maintint en service une flotte de 21 appareils, sous ces trois versions, jusqu'en 2012. Ils étaient utilisés par les cadets et les officiers des 94th Flying Training Squadron (en), 306th Flying Training Group (en), Nineteenth Air Force (en) et Air Education and Training Command.

## Historique
L'Academy avait auparavant utilisé le TG-4 — appellation militaire du Schweizer SGS 2-33 —, de conception ancienne et très fiable, jusqu'en 2002, lorsqu'elle le remplaça avec le TG-10, plus récent. Jusqu'en 2004, les opérations avec les planeurs étaient menées par le 94th Flying Training Squadron sous le commandement du 34th Operations Group (en), une unité du 34th Training Wing (en), à la United States Air Force Academy (USAFA). En 2004, le 94th et les autres unités opérationnelles de l'Academy (98th et 557th) se regroupèrent à l'intérieur de l'Air Education and Training Command (AETC).

## Versions
Toutes les versions du TG-10 sont de construction semi-monocoque en aluminium, dotées de surfaces de contrôle recouvertes de toile. Toutes sont équipées avec des planches de bord complètes (altimètres, indicateurs TAS, accéléromètres, variomètres, indicateurs de vitesse verticale, compas magnétiques) et disposent d'une suite avionique complète (radio VHF, GPS, ordinateur de navigation, ELT) :
- TG-10B Merlin : Désignation attribuée au L-23 Super Blaník. 12 exemplaires. Appareil biplace d'entraînement de base. Ils furent utilisés pour le programme Soar for All de l'Academy et pour la formation des cadets en vue de devenir intructeurs sur planeur. Quatre de ces appareils avaient été configurés pour le vol d'onde (wave soaring) à haute altitude ;
- TG-10C Kestrel/Saber : Désignation attribuée au L-13AC Blaník. 5 exemplaires. Appareil biplace d'entraînement avancé. Le cockpit et les commandes étaient identiques à ceux du Merlin, ce qui rendait les transitions entre les deux appareils très faciles. L'appareil était utilisé pour la voltige et l'entraînement à la sortie de vrilles. Légèrement plus lourd, et avec une envergure plus faible et un empennage conventionnel, il offrait des réponses dynamiques aux commandes légèrement plus rapides ;
- TG-10D Peregrine/Thunder : Désignation attribuée au L-33 Solo. 4 exemplaires. Appareil monoplace d'entraînement avancé. Le cockpit et les commandes étaient identiques à ceux du Merlin. Il était utilisé pour l'entraînement avancé au vol d'onde et au-dessus de la campagne.

En 2007, l'Air Force Academy commença à retirer du service ses TG-10D en faveur de planeurs à hautes performances plus modernes, les Schempp-Hirth Duo Discus (biplace) et Schempp-Hirth Discus 2 (monoplace), alors respectivement redésignés TG-15A et TG-15B. En 2011, l'Academy commença à retirer également ses TG-10B et TG-10C restants. Ces deux dernières versions furent remplacées par le DG Flugzeugbau DG-1000, qui reçut alors la désignation de TG-16A,.